# Kościół św. Andrzeja Apostoła w Środzie Śląskiej
Kościół świętego Andrzeja Apostoła – rzymskokatolicki kościół parafialny należący do dekanatu Środa Śląska archidiecezji wrocławskiej.

## Historia
Świątynia była wzmiankowana w 1233 roku, wybudowano ją w 2. połowie XIII wieku, budowę korpusu nawy głównej rozpoczęto w 1248. W murach kościoła w 1248 z polecenia księcia legnickiego Bolesława II Rogatki spalono 500 mieszczan za sprzyjanie Henrykowi III Białemu. W latach 1378–1388 budowniczy Szymon zbudował nowe prezbiterium nakryte sklepieniem przez mistrza Klausa Parlera. Pod koniec XV w. świątynia przeszła w posiadanie zakonu rycerskiego z czerwoną gwiazdą, od 1540 jako kościół protestancki. W 1623 roku zostały zniszczone dach i sklepienia świątyni, które odrestaurowano w 1645 roku. W 1670 roku budowla została gruntownie przebudowana, natomiast część zachodnia została dobudowana około 1830 roku. W latach 1946–1948 i 1958-1959 przeprowadzono restauracje, w czasie której odsłonięto relikty budowli romańskiej z XII-XIII wieku.

## Architektura i wyposażenie

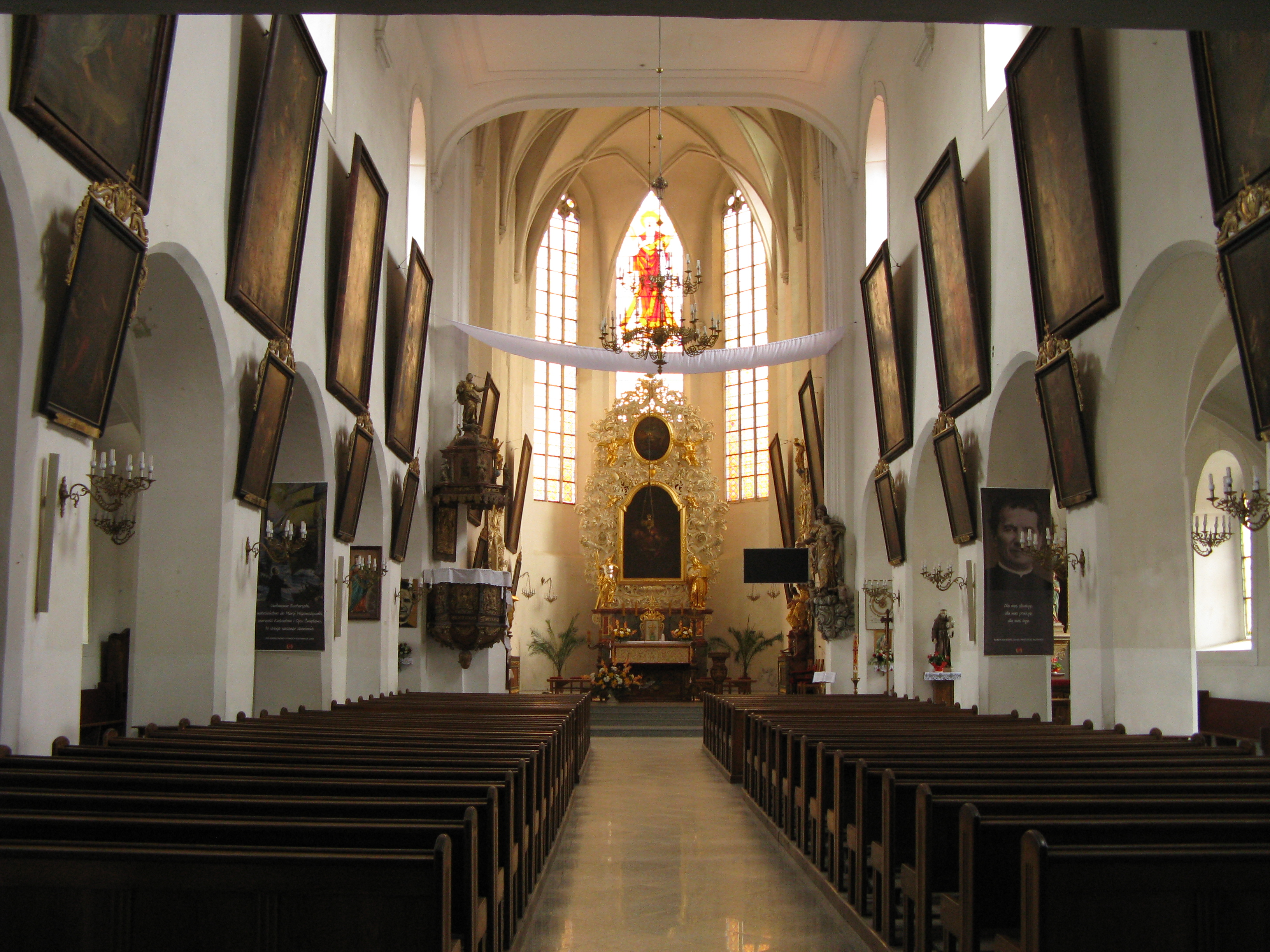
Wnętrze kościoła

Obecnie jest to świątynia orientowana, murowana, wybudowana z cegły, rozplanowano ją na rzucie prostokąta, z wydzielonym prezbiterium zakończonym poligonalnie. Trzyprzęsłowe prezbiterium jest nakryte sklepieniem sieciowym, natomiast trzynawowy sześcioprzęsłowy korpus o układzie bazylikowym w nawie głównej nakryty jest sklepieniem kolebkowym, a w nawach bocznych nakryty jest sklepieniem krzyżowym. Jego zewnętrzne mury są pamiątką po świątyni późnoromańskiej wzniesionej na przełomie XII i XIII wieku. Była to bazylika ceglana o trzech nawach, zamknięta od strony wschodniej trzema absydami, i nakryta drewnianym stropem. Wyposażenie wnętrza reprezentuje się bardzo skromnie, składają się na nie rzeźbione w drewnie trzy ołtarze w stylu barokowym z początków XVIII wieku, ambona z 1677 roku, i znajdujące się w zakrystii szafy w stylu późnogotyckim, w tym jedna z 1513 roku.
Na zewnętrznych ścianach kościoła płyty nagrobne m.in.:
- córki (†1674) Marii Uthmann z herbami von: Uthmann (matki), Seidlitz (ojca).
- kobiety Seidlitz  († 1676) z herbami i inicjałami, von:
  - ojcowskimi: D.V. Seidlitz, D.V. Hase, D.V. Sommerfeld, D.V. Prittwitz
  - matczynymi: D.V. Roßlig, D.V. Borschnitz, D.V., D.V.
- Anny Chrysolidy von Saurma (1644-1694), żony Wolffa Heinricha von Klüx[4]
- Wolfa Heinricha (Henryka) von Klüxa (1651-1708), z herbami, von:
  - ojcowskim: Mikołaja Bernarda Klüxa (zm. 1666)
  - matczynym: Anny Sabiny Gersdorff (1626-1692)[5][6], Gersdorff
- Johanna Marchanda[7]
- dziewczynki von Reinbaben (+1590), córki Petera von Reinbaben, z herbami i inicjałami:
  - ojcowskimi: V.D.R. Reinbaben, V.D.S. Sack
  - matczynymi: V.D.S. Sack, V.D.R.[8]
- Margety Salisch (+1559), z herbami, von:
  - ojcowskimi: Salisch, Mühlheim
  - matczynymi: Czirn[9][10]

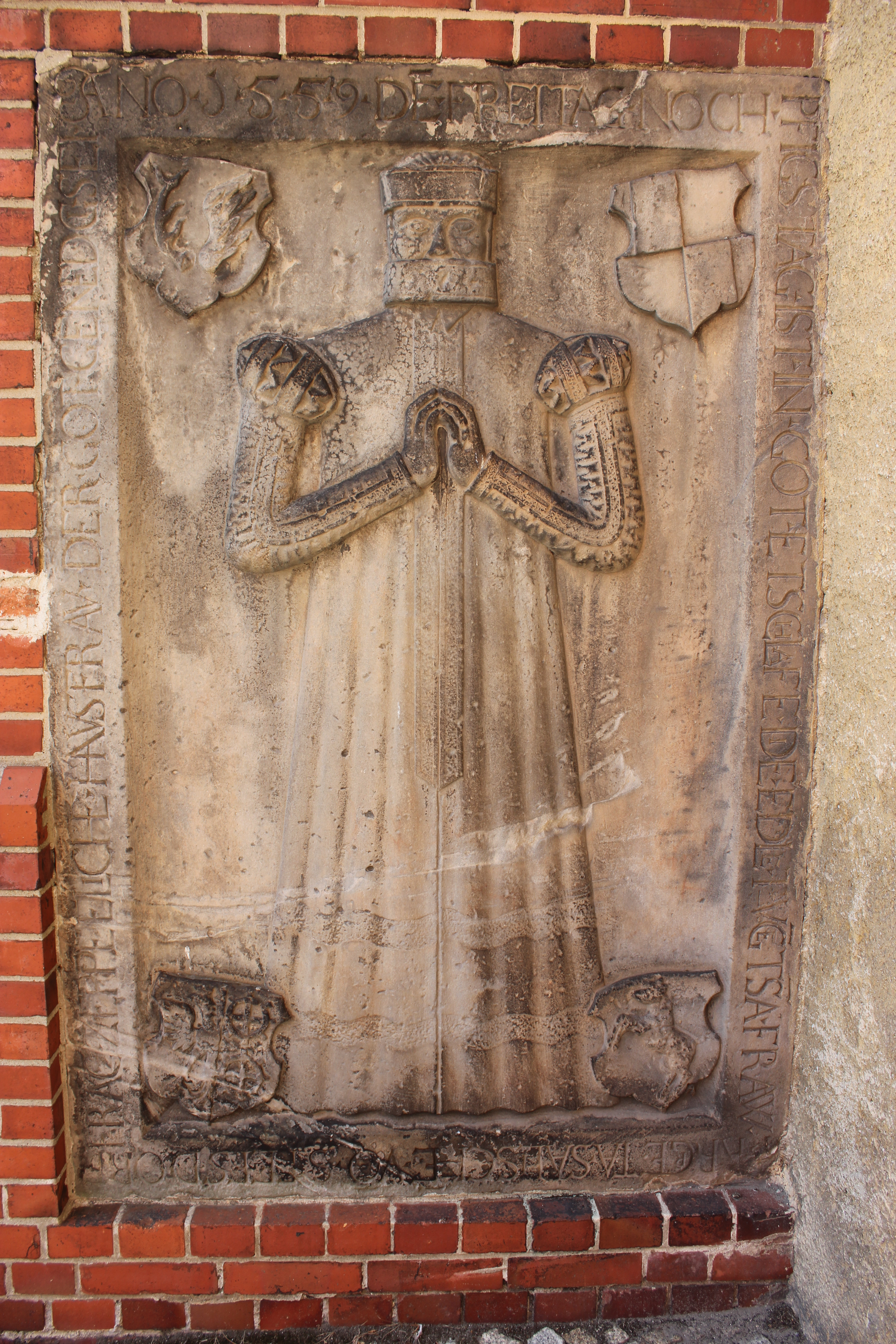
Płyta Margety Salisch (+1559)
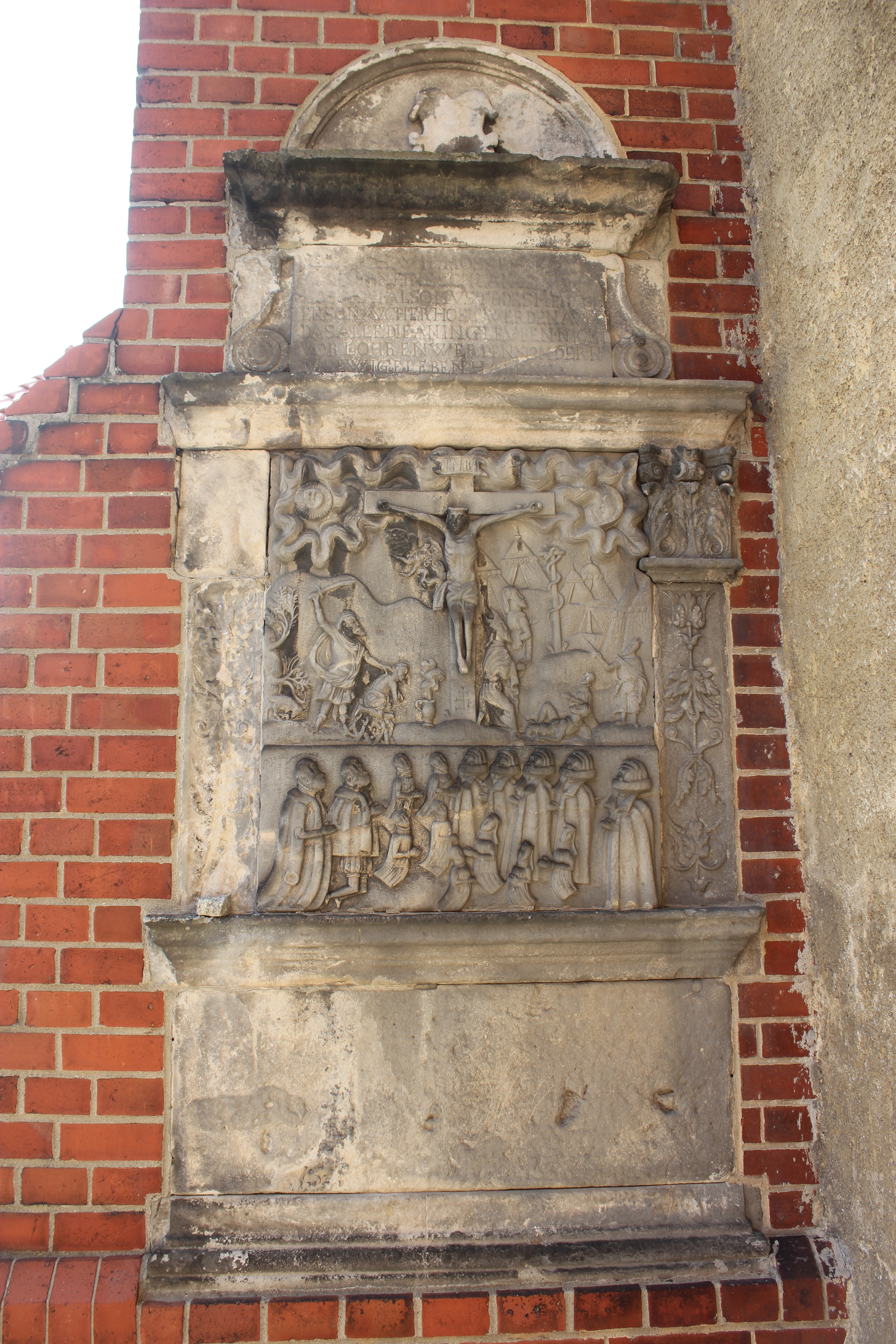
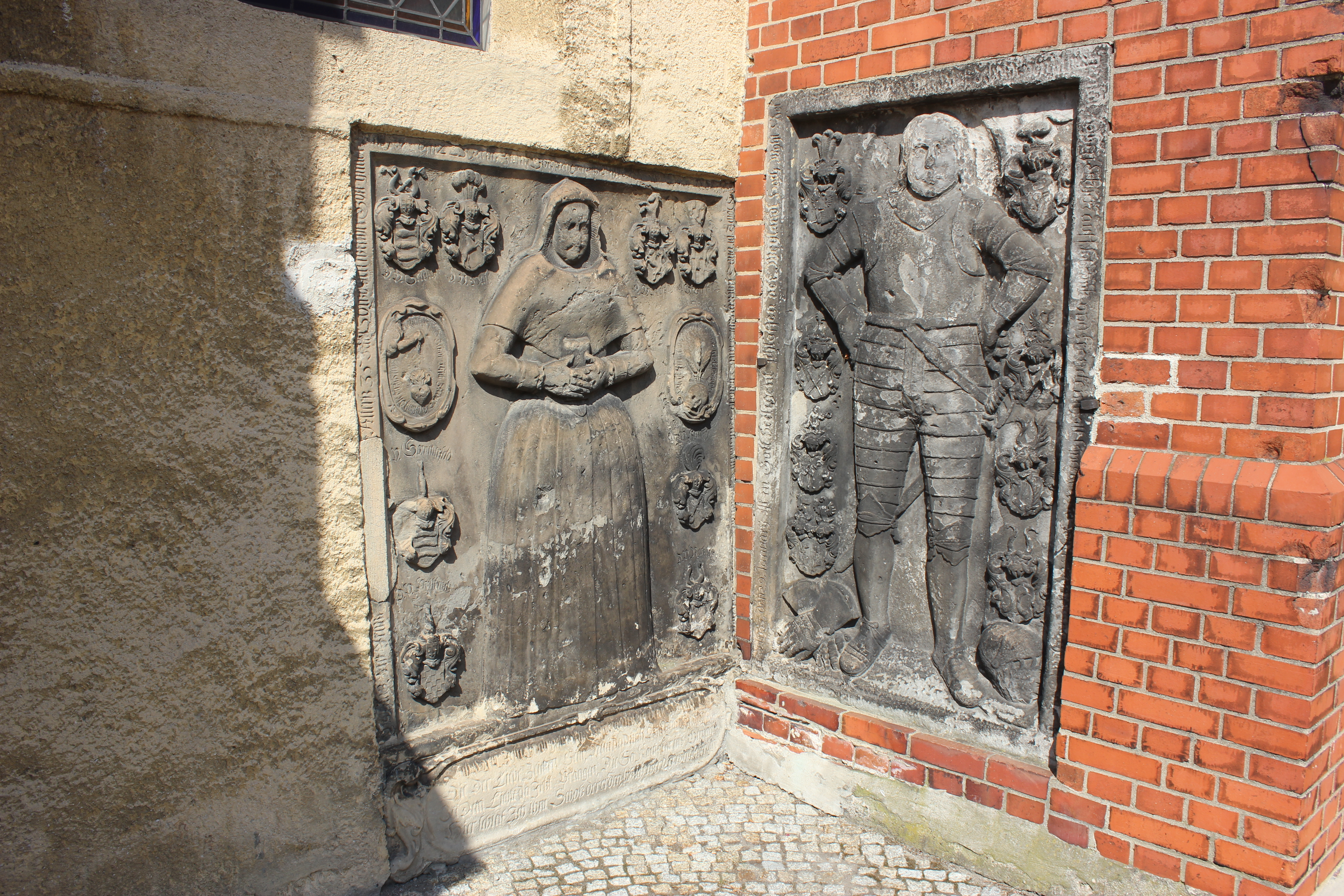
Płyta kobiety Seidlitz († 1676, lewa)
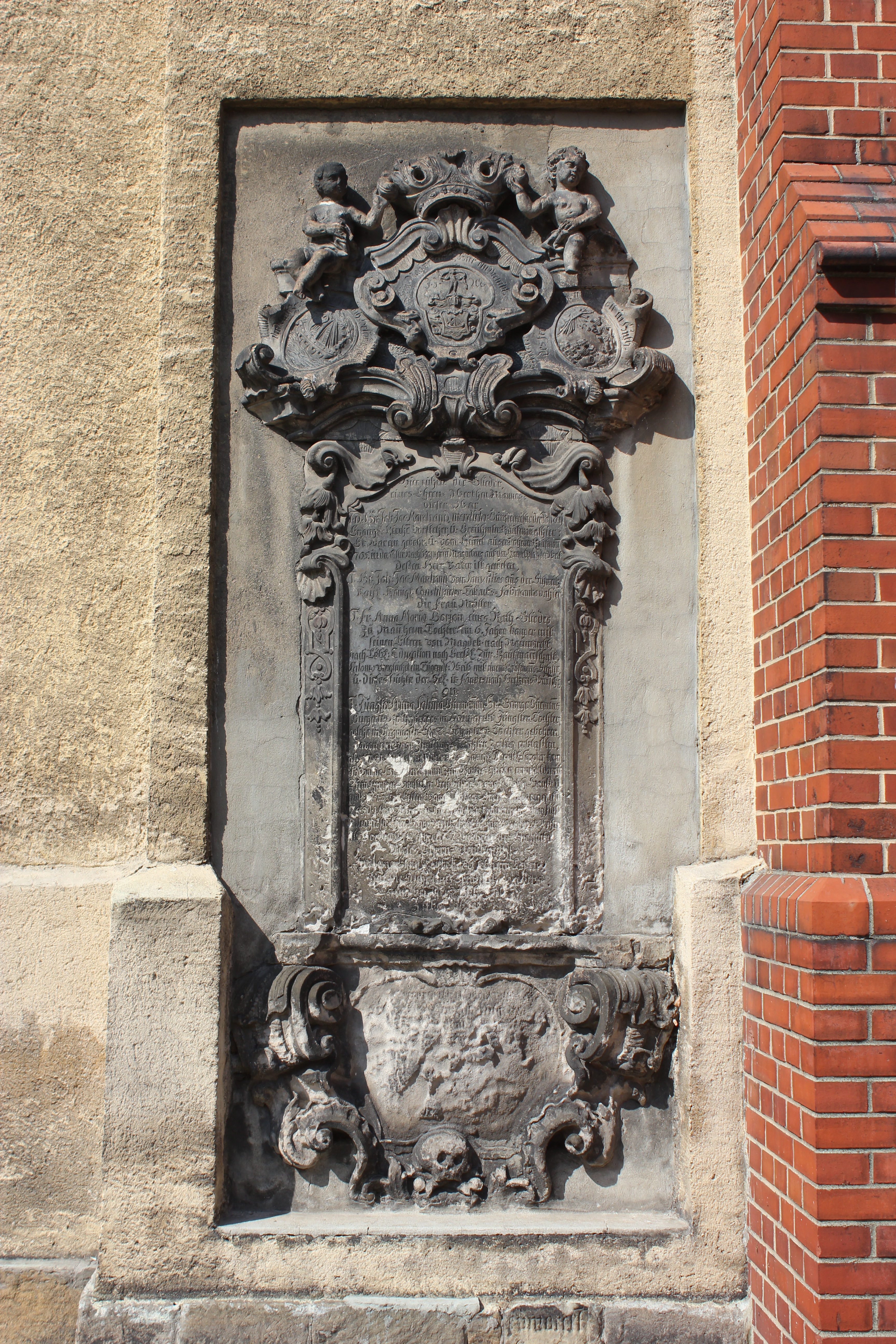